# Paul Palmer
Pour les articles homonymes, voir Palmer.
Paul Palmer, né le 18 octobre 1974 à Lincoln, est un nageur britannique.

## Biographie
Aux Jeux olympiques d'été de 1996 à Atlanta, il remporte la médaille d'argent dans l'épreuve du 400 m nage libre.